# Parotoplana subtilis
Parotoplana subtilis är en plattmaskart som beskrevs av Ax och Sopott-Ehlers 1987. Parotoplana subtilis ingår i släktet Parotoplana och familjen Otoplanidae. Inga underarter finns listade i Catalogue of Life.